# Сосонко Геннадій Борисович
Генна Сосонко (Геннадій Борисович Сосонко; нар. 18 травня 1943, Троїцьк, СРСР) — радянський, згодом нідерландський шахіст, гросмейстер (1976), журналіст, письменник. Заслужений тренер ФІДЕ (2004).

## Шахова кар'єра
Гена Сосонко навчився грати в шахи приблизно в десять років від своєї матері, коли вони жили в Ленінграді. Потім він займався шахами у Палаці піонерів. Першими вчителями називає Володимира Зака, Володимира Кирилова, Василя Бившева і Олександра Черепкова. У свій останній шкільний рік займався в шаховому клубі імені Чигоріна з Семеном Фурманом.
У Радянському Союзі Сосонко став майстром спорту, норму майстра виконав у вересні 1965 року, на чемпіонаті ДСТ «Буревісник» у Сухумі. Згодом Сосонко був секундантом Михайла Таля і Віктора Корчного.
1972 року емігрував з Радянського Союзу в Нідерланди.
1974 року він став міжнародним майстром, а в 1976 році — міжнародним гросмейстером.
Геннадій Сосонко — дворазовий чемпіон Нідерландів з шахів (1973 та 1978 років). Від 1975 до 1982 року грав у найсильніших турнірах і входив у двадцятку найсильніших шахістів світу.
Сосонко — дворазовий переможець турніру у Вейк-ан-Зеє (1977 і 1981 роках), переможець турнірів у Барселоні, Луґано (1976), Неймегені (1978), Поляниці-Здруй (1993). Призер турнірів в Тілбурзі, Нью-Йорку, Бат-Лаутерберзі, Сан-Паулу, Лондоні, Рейк'явіку. Двічі грав у міжзональних турнірах на першість світу. У 1975 році виграв матч (1½:½) проти екс-чемпіона світу Макса Ейве.
Від 1974 року грав за команду Нідерландів на шахових олімпіадах і чемпіонатах Європи. Взяв участь у одинадцяти шахових олімпіадах, де зіграв 96 партій (+28 -4 =64). Від 1995 року — капітан збірної Нідерландів з шахів.
Найвищого рейтингу Сосонко досяг у січні 1981 року — 2595. Від 2004 року не грає в турнірах.

## Стиль гри
«Стиль гри Сосонко — динаміка, готовність жертвувати пішака за ініціативу (особливо на с4), уміння створювати і підтримувати напругу. Хай не образиться він на мене, але в партіях Геннадія Борисовича відчувається сила радянської шахової школи. Надійний фундамент, універсалізм, загальна грамотність. Я вважаю, що численні зустрічі молодого Тіммана з Сосонко на початку 70-х багато дали майбутній зірці світових шахів — якраз у сенсі школи, в сенсі ліквідації недоліків у шаховій освіті». (Сергій Шипов).

## Автор і коментатор
Сосонко часто працює коментатором на різних міжнародних турнірах. Він — автор багатьох есе-спогадів, які опубліковані англійською, угорською, чеською, польською та російською мовами.

## Загадка імені
Ось як Генна Сосонко пояснює незвичайне написання свого імені: «Коли я опинився в Голландії, всі називали мене моїм коротким іменем, але промовлене по-голландськи воно звучало, утворюючи відкритий склад, — „Хейна“ — у голландській мові взагалі є схильність до горлових, хрипких звуків. Кілька років я носив це ім'я, поки не вирішив для твердості і правильності вимови додати в нього ще одне „н“, тим більше що з одним чи з двома „н“ було вкрай малоймовірно, що ім'я це колись взагалі надрукують російською в ті славні часи Радянського Союзу. Вийшло по-іншому. Але міняти щось зараз вже пізно, тим більше, що Генна, який живе в Амстердамі, лише дуже віддалено нагадує Гену, який поїхав більше трьох десятків років тому з Радянського Союзу».